# Железничка несрећа у Загребу (1974)
Железничка несрећа у Загребу догодила се 30. августа 1974. када је експресни воз (број 10410) који је саобраћао из Београда, Југославија, за Дортмунд, Западна Немачка, искочио из шина пре него што је ушао на Главни колодвор у Загребу (данашња Хрватска), убивши 153 особе. Била је то до тада најгора железничка несрећа у историји Југославије и остаје једна од најгорих у историји Европе.

## Незгода
Несрећа се догодила када је свих девет вагона из путничког експресног воза искочило из шина и преврнуло се на улазу у загребачку главну железничку станицу, 719 метара од улаза на колосек IIа. У 22:33 сата локомотива је ушла у станицу преко колосека IIа без иједног вагона.
Многи путници су одмах умрли; чак 41 особа није могла бити идентификована и сахрањени су у заједничку гробницу на Мирогоју.
Преживели путници су изјавили да воз није успорио док је пролазио кроз станице Лудина и Новоселец, око сат времена пре доласка на Главни колодвор у Загребу те да се опасно нагињао.
Путници су углавном били гастарбајтери који раде у Западној Немачкој и њихове породице, међу којима је било и много деце. Машиновођа и помоћник машиновође су били неповређени, а локомотива је остала нетакнута. Локомотива је сада изложена у Хрватском жељезничком музеју.
Воз је требало да стигне у Загреб из Винковаца у 19:45 по локалном времену. Машиновиђа Никола Кнежевић и његов помоћник Стјепан Варга били су исцрпљени, јер су радили пуна два дана.
Накнадна истрага о несрећи је показала да је воз прекорачио дозвољену брзину за скоро 70 km/h на неколико тачака, тако да уместо уласка у станицу ограниченом брзином од 40 km/h, воз је ишао брзином од 104 km/h. Посада је такође прекасно притиснула кочнице, тако да је воз брзо искочио из шина.

## Последице
Инжењер је осуђен на 15 година затвора, а његов помоћник на 8 година. Суд им је као олакшавајућу околност узео умор настао због 52 сата рада.